# حسین برقچی
حسین برقچی (۱۳۱۴–۱۳۹۴) ورزشکار و مربی رشته‌های پرتابی دو و میدانی و قهرمان پرتاب دیسک پارالمپیک ۱۹۹۶ آتالانتا بود. او همچنین دارنده یک نشان نقره و دو نشان برنز از مسابقات پارالمپیک بود.برقچی در سن ۶۵ سالگی از ورزش حرفه‌ای خداحافظی کرد. او در سال ۱۳۹۴ در سن هشتاد سالگی درگذشت.

## زندگی
حسین برقچی در سال ۱۳۱۴ در محله گنبد سبز مشهد متولد شد. در دوران نوجوانی در دبیرستان ابن یمین محله احمدآباد نخست به تیم والیبال پیوست و سپس به ورزش‌های دو و میدانی روی آورد. او در نخستین حضور حرفه‌ای خود در سال ۱۳۳۹ در مسابقات دو و میدانی کشوری توانست مدال طلای پرتاب وزنه و نقره پرتاب دیسک را به دست آورد. از آن پس برای دنبال کردن ورزش حرفه‌ای به تهران مهاجرت کرد و تا پایان دوره حرفه‌ای در آنجا ماند. او تا سال ۱۳۵۳ یعنی زمانی که در پی یک حادثه دچار فلج مغزی شد، عضو تیم ملی دو و میدانی ایران بود.

### معلولیت
او در سال ۱۳۵۳ و در جریان یک اردوی تدارکاتی در کشور آلمان در پی یک حادثه بخشی از توانایی‌های حرکتی خود را از دست داد. این اردو به منظور کسب آمادگی برای حضور در بازی‌های آسیایی تهران و تمرین زیر نظر مربیان آلمانی برگزار می‌شد. برقچی در این اردو براثر اصابت چکش دچار خون‌ریزی مغزی شد و در کلینیکی در این شهر بستری شد. او پس از یک ماه بیهوش بودن، در حالی‌که نیمی از بدنش فلج و حدود ۳۵ کیلوگرم دچار کاهش وزن شده بود، پس از شش ماه معالجه در آلمان به تهران بازگشت.

## دوران ورزشی
حسین برقچی از ۱۳۳۷ زیر نظر محمدرضا صابری تمرینات خود را آغاز کرد و در ۱۳۳۹ در رشته‌های پرتاب وزنه، دیسک و نیزه به چند عنوان کشوری دست یافت. او از سال ۱۳۴۳ به عضویت تیم ملی دو و میدانی درآمد و در چهار تورنمنت بین‌المللی حضور پیدا کرد.
برقچی پس از معلولیت در سال ۱۳۵۳ به مدت هفت سال از همه فعالیت‌های ورزش حرفه‌ای فاصله گرفت تا اینکه در سال ۱۳۶۰ مربیگری تیم ملی دو و میدانی جانبازان و معلولان ایران را برعهده گرفت. او پس از چهار سال در ۱۳۶۴ از کار مربیگری کناره گرفت و بار دیگر به ورزش قهرمانی روی آورد و عضو تیم ملی دو و میدانی معلولان ایران شد. برقچی پس از بازگشت به تیم ملی به عنوان ورزشکار در سه دوره مسابقات پارالمپیک حضور یافت و توانست به یک مدال طلا، یک نقره و دو برنز در مسابقات پرتاب دیسک و وزنه از سه دوره حضور در پارالمپیک را به دست آورد. سه مدال طلا و سه نقرهٔ مسابقات پرتاب وزنه، دیسک از سه دوره حضور در مسابقات جهانی و مدال طلای پرتاب دیسک جهان قهرمانی آسیا و اقیانوسیه در استرالیا (۱۹۹۹) دست یافت. او در مسابقات جهانی انگلستان (۱۹۹۹) رکورد پرتاب دیسک جهان را شکست و در پارالمپیک آتلانتا (۱۹۹۶) اولین ورزشکاری بود که در ۶۰ سالگی رکورد پرتاب دیسک جهان و المپیک را ترقی داد. برقچی پس از کسب مدال برنز در پارالمپیک سیدنی در ۶۵ سالگی، از ورزش قهرمانی کناره گرفت. 
افتخارات
 پرتاب وزنه پارالمپیک بارسلون ۱۹۹۲
 پرتاب دیسک پارالمپیک بارسلون ۱۹۹۲
 پرتاب دیسک پارالمپیک آتالانتا ۱۹۹۶
 پرتاب دیسک پارالمپیک سیدنی ۲۰۰۰

## درگذشت
وی سال‌های آخر زندگی خود را در زادگاهش مشهد سپری کرد و در سال ۱۳۹۴ در سن ۸۰ سالگی درگذشت.